# Argyrodes amboinensis
Argyrodes amboinensis är en spindelart som beskrevs av Tord Tamerlan Teodor Thorell 1878. Argyrodes amboinensis ingår i släktet Argyrodes och familjen klotspindlar. Inga underarter finns listade i Catalogue of Life.